# Власенко Дмитро Леонідович
Дмитро́ Леоні́дович Вла́сенко (нар. 19 серпня 1982 року, с. Грушівка, Первомайський район, Миколаївська область — 2 лютого 2021 року, с-ще Шуми, Бахмутський район, Донецька область) — старший матрос, старший стрілець 2-го десантно-штурмового відділення 2-го десантно-штурмового взводу десантно-штурмової роти 503-го окремого батальйону морської піхоти Збройних сил України, учасник російсько-української війни.

## Життєпис
Проживав у рідній Грушівці, де закінчив 9 класів місцевої школи. Закінчив Мигівський аграрний технікум, де здобув фах зоотехніка. Займався охоронною діяльністю. Займався фізичною культурою, організовував футбольні змагання в селі та війську, тренував дитячу футбольну команду.
Учасник Антитерористичної операції на сході України та Операції об'єднаних сил на території Донецької та Луганської областей. В батальйоні морської піхоти прослужив понад три роки, з 2017-го, брав участь в боях на Приазовському напрямку. Після завершення першого контракту підписав наступний, з тим самим підрозділом.
2 лютого 2021 року, перебуваючи на бойових позиціях, отримав смертельне поранення внаслідок прицільного снайперського обстрілу російськими окупаційними військами. За годину помер — медична допомога не принесла бажаних результатів.
Похований 4 лютого 2021 року в с. Грушівка Первомайського району. Залишились батьки.

## Нагороди та вшанування
- Указом Президента України № 149/2021 від 07 квітня 2021 року «за особисту мужність і самовіддані дії, виявлені у захисті державного суверенітету та територіальної цілісності України» — нагороджений орденом «За мужність» III ступеня (посмертно)[3].